# The Patsy (1964)
The Patsy is een Amerikaanse komediefilm van Jerry Lewis uit 1964. De werktitel was Son of Bellboy, daar het aanvankelijk bedoeld was als een vervolg op The Bellboy. Lewis speelt in beide films de hoofdrol van een piccolo met de naam Stanley.
De film werd opgenomen in januari en februari 1964. Het was Peter Lorre's laatste film. Hij stierf op 23 maart, nog voor de film op 12 augustus in première ging.

## Plot
Een bekende komiek komt om het leven in een vliegtuigramp. Om zijn plaats in te nemen wordt de piccolo Staley Belt (Jerry Lewis) door enkele producers opgeleid, maar deze heeft totaal geen talent.

## Cast
| Acteur         | Personage       |
| -------------- | --------------- |
| Jerry Lewis    | Stanley Belt    |
| Everett Sloane | Caryl Fergusson |
| Phil Harris    | Chic Wymore     |
| Keenan Wynn    | Harry Silver    |
| Peter Lorre    | Morgan Heywood  |
| John Carradine | Bruce Alden     |
| Ina Balin      | Ellen Betz      |

De film bevat een groot aantal cameos van bekende personen, waaronder George Raft, Hedda Hopper, Ed Sullivan, Ed Wynn, Mel Tormé, Rhonda Fleming, Scatman Crothers, Phil Foster, Billy Beck, Hans Conried, Richard Deacon, Del Moore, Neil Hamilton, Buddy Lester, Nancy Kulp, Norman Alden, Jack Albertson, Richard Bakalyan, Jerry Dunphy, Kathleen Freeman, Norman Leavitt, Eddie Ryder, Lloyd Thaxton en Fritz Feld.